# Liste der Monuments historiques in Lavilleneuve
Die Liste der Monuments historiques in Lavilleneuve führt die Monuments historiques in der französischen Gemeinde Lavilleneuve auf.

## Liste der Immobilien
| Bezeichnung     | Beschreibung           | Standort                 | Kennzeichnung | Schutzstatus | Datum | Bild |
| --------------- | ---------------------- | ------------------------ | ------------- | ------------ | ----- | ---- |
| Kirche St-Denis | ab dem 16. Jahrhundert | Rue de Rangecourt (Lage) | PA00079041    | Inscrit      | 1927  |      |